# 二十六番館
『二十六番館』（にじゅうろくばんかん）は、1932年に発表された川口一郎による三幕の戯曲。1932年4月に『劇作』誌上に発表された後、9月に岸田國士の演出により築地座が飛行会館（飛行館）で初演した。戦後には、文学座が本作を上演している。

## あらすじ
ニューヨークの古アパート「二十六番館」には、日系移民たちが出入りしているが、主人公の長尾もそのひとり。長尾は、生活苦の中で立ち退きを迫られており、自分たちは大きな機械の一部に過ぎないという思いに苛まれている。
摩天楼と機械文明に象徴される現代社会に翻弄される人物の様子が生々しく描写されていく。

## 評価
岸田國士は、川口の処女作であった本作を高く評価し、自ら演出をおこなって本作を初演した。岸田は本作について、「如何にも「舞台を心得た」技巧の数々を、細かくはあるが、惜し気もなく使つてゐる」とし、川口がアメリカ合衆国における観劇体験から学んだであろう、「日本の舞台では嘗て試みられなかつたやうな種類の、いはば、「舞台を活かす」ための戯曲作法的からくり」を巧みに用いていると評した。
本作は、1940年に『二十六番館・二人の家』として白水社から出版され、第2回芥川賞の予選候補作品のひとつにも選ばれたが、川端康成の「既に戯曲界の新人として既に認められ、前回真船豊氏に授賞しなかったと同様の意味で、もはや芥川賞に及ばず」との意見などもあり、候補者には選ばれなかった。
川口一郎は、寡作であった。河竹登志夫は、本作を「劇的な起伏に乏しく作劇術は若い」としながらも、本作が川口の「出世作となり、同時に代表作でもある」と評した。